# Chandreja de Queixa
Chandreja de Queixa (em galego Chandrexa de Queixa; em castelhano Chandreja de Queija) é um município da Espanha na província 
de Ourense, 
comunidade autónoma da Galiza, de área 172,75 km² com 
população de 719 habitantes (2007) e densidade populacional de 4,81 hab/km².

## Demografia
| Variação demográfica do município entre 1991 e 2004 | Variação demográfica do município entre 1991 e 2004 | Variação demográfica do município entre 1991 e 2004 | Variação demográfica do município entre 1991 e 2004 |
| --------------------------------------------------- | --------------------------------------------------- | --------------------------------------------------- | --------------------------------------------------- |
| 1991                                                | 1996                                                | 2001                                                | 2004                                                |
| 1100                                                | 984                                                 | 844                                                 | 830                                                 |